# Speyside Way
Der Speyside Way ist einer der vier offiziellen überregionalen Fernwanderwege in Schottland, dazu gehören auch der West Highland Way, der Southern Upland Way und der Great Glen Way.

## Geschichte und Charakteristik
Der Weg wurde 1981 eröffnet und verläuft von der Spey Bay nach Ballindalloch. Eine Route nach Tomintoul wurde 1990 hinzugefügt. Die nördliche Erweiterung des Weges von der Spey Bay nach Buckie wurde 1999 verwirklicht. Der letzte Abschnitt, der im April 2000 fertiggestellt wurde, verbindet Ballindalloch und Aviemore.
Seitdem verläuft der Speyside Way von der Moray-Küste zu den Ausläufern der Grampian Mountains und folgt überwiegend dem Tal des Flusses Spey und in weiten Teilen dem Verlauf der stillgelegten Bahnstrecke Strathspey Railway.
Der Speyside Way Ranger Service, der seinen Sitz in Aberlour hat, betreut den ganzen Weg und trägt dafür Sorge, dass der Weg in Ordnung gehalten und gegebenenfalls wieder instand gesetzt wird.
Der Weg bietet leicht begehbare Wanderstrecken in ebenem Gelände und abwechslungsreiche Landschaftsbilder: Die Küste, das Spey-Flusstal und schottisches Moorland.
Die gesamte Wegstrecke beträgt inklusive der Etappe nach Tomintoul 135 km.

## Whisky-Region Speyside
Einige der bekanntesten schottischen Whisky-Brennereien liegen direkt am Weg. So unter anderem Aberlour, Cragganmore, Craigellachie, Glenlivet, Macallan oder Tomintoul.

## Fotos

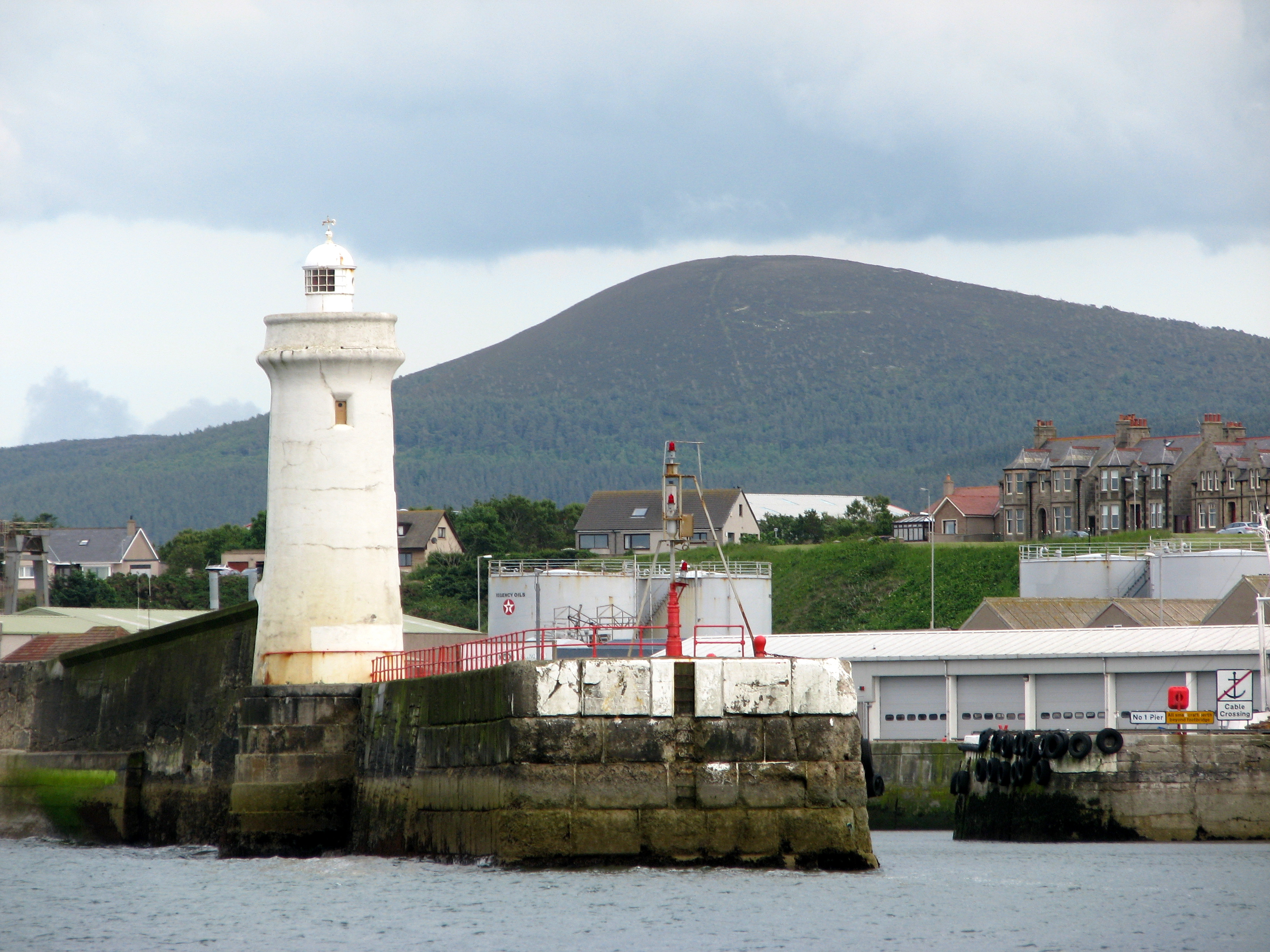
Hafen von Buckie
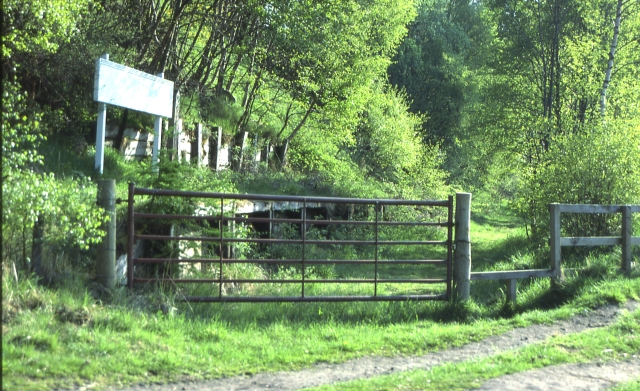
Ehemalige Haltestelle der Strathspey Railway
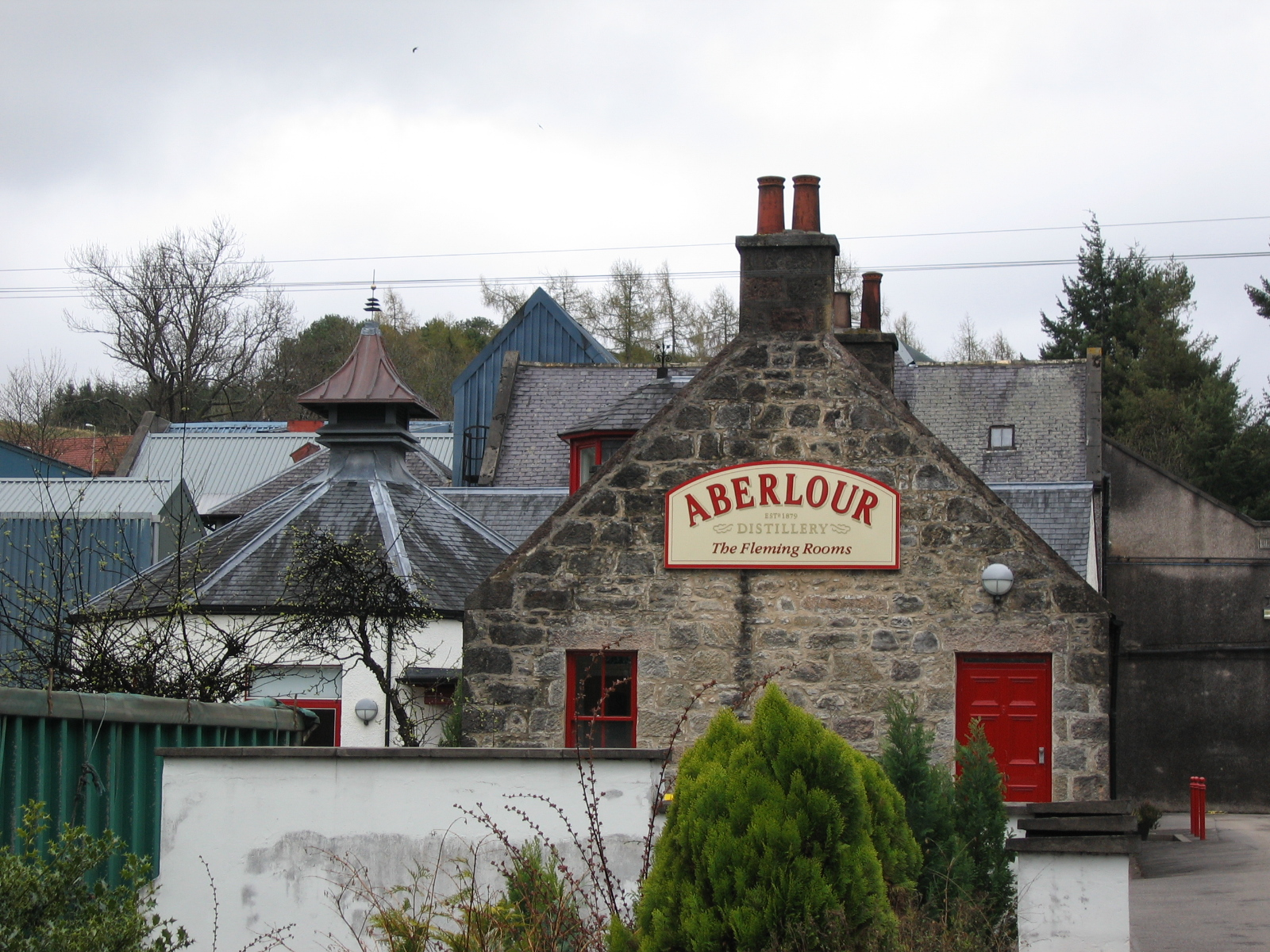
Aberlour Whiskybrennerei
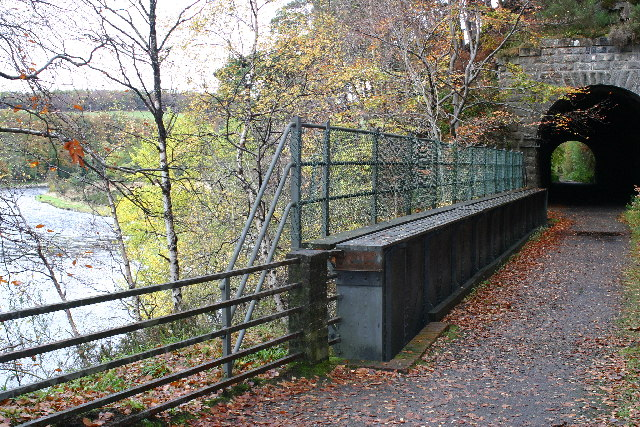
Am Ufer des Spey
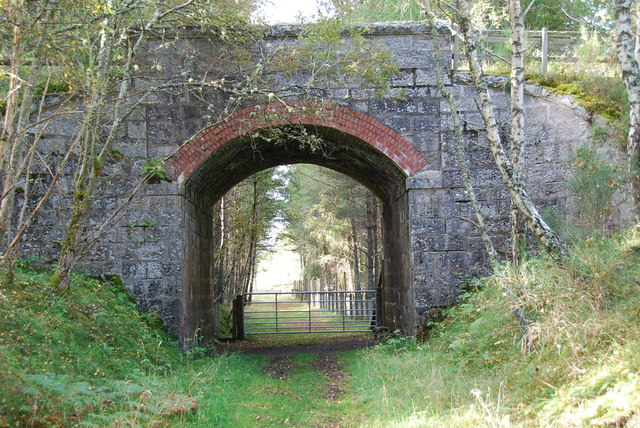
Alte Bahnunterführung
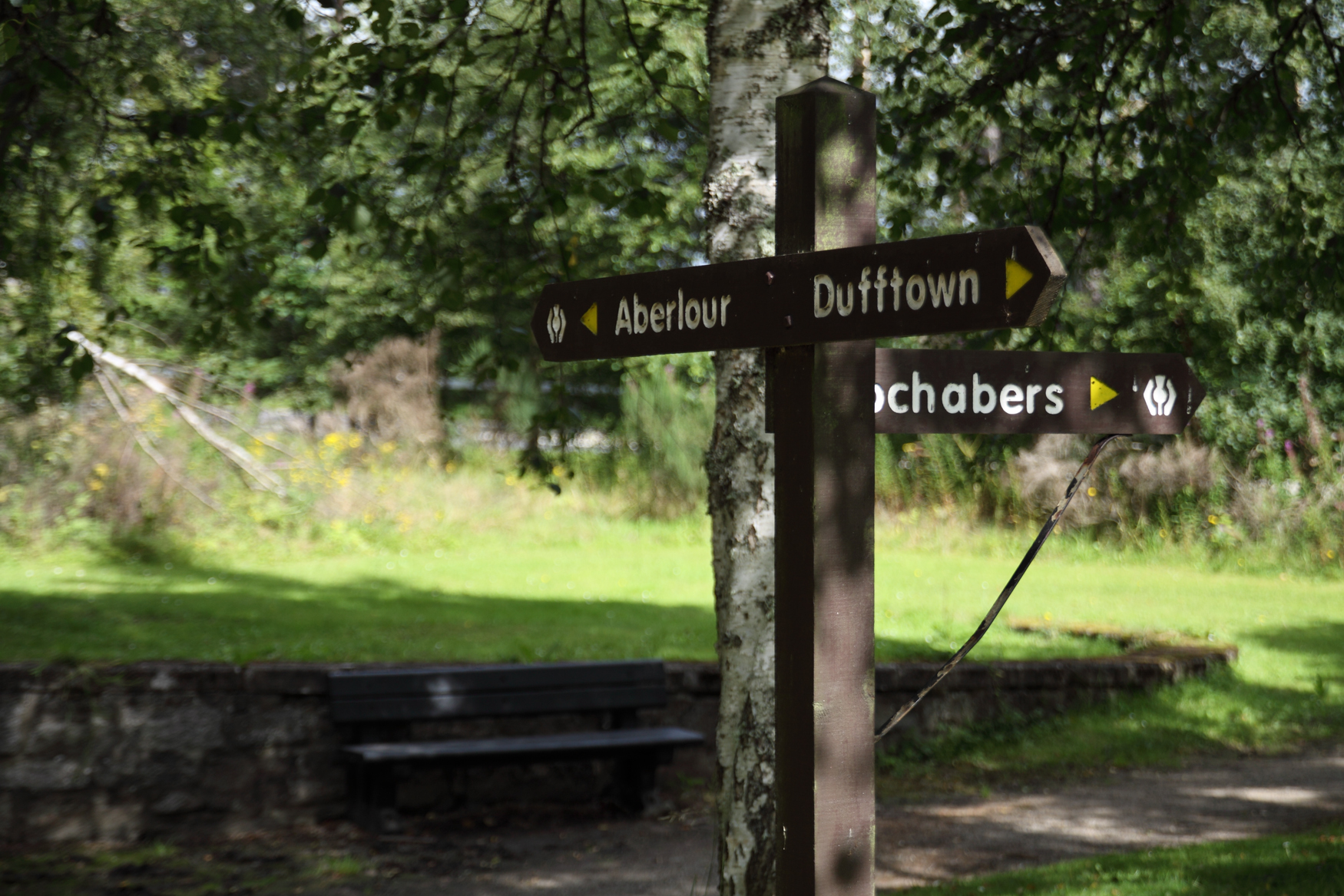
Beschilderung am Speyside Way